# Licuala anomala
Licuala anomala är en enhjärtbladig växtart som beskrevs av Odoardo Beccari. Licuala anomala ingår i släktet Licuala och familjen Arecaceae. Inga underarter finns listade i Catalogue of Life.